# Guerra (Texas)
|  | Dieser Artikel wurde aufgrund von inhaltlichen Mängeln auf der Qualitätssicherungsseite des Projektes USA eingetragen. Hilf mit, die Qualität dieses Artikels auf ein akzeptables Niveau zu bringen, und beteilige dich an der Diskussion! Eine nähere Beschreibung der zu behebenden Mängel fehlt. |

Guerra ist ein Ort im US-Bundesstaat Texas im Jim Hogg County. Das U.S. Census Bureau hat bei der Volkszählung 2020 eine Einwohnerzahl von 3 ermittelt.
Kurz nach 1900 gründete der mexikanische Grundbesitzer A. Guerra den Ort, der zunächst El Colorado genannt wurde. 1906 erhielt Guerra eine Poststation. 1914 beherbergte der Ort etwa einhundert Einwohner und 16 Unternehmen. Von 1920 bis Ende der 1960er Jahre lebten etwa fünfzig Menschen in Guerra. In den 1970er Jahren stieg die Einwohnerzahl auf 75, und der Ort fungierte als Versorgungszentrum für die umliegenden Ranches.
Guerra hatte im Jahr 2000 nur noch acht Einwohner und ist somit bevölkerungsmäßig der kleinste Ort von Texas. Guerra hat eine Fläche von 15,3 km² und liegt auf den Koordinaten 26° 52′ 57″ N, 98° 53′ 40″ W.